# Gobierno de Guinea Ecuatorial
El Gobierno de Guinea Ecuatorial está formado por el Presidente de Guinea Ecuatorial Teodoro Obiang Nguema, en el poder desde 1979. Su vicepresidente es su hijo Teodorín Nguema Obiang, su Primero ministro es Manuel Osa Nsue Nsua, junto al resto de ministros y miembros del gobierno.
Según la constitución, el Consejo de Ministros es el principal órgano ejecutivo del gobierno y el tiene la tarea de asistir al presidente en la ejecución de la política nacional y en sus deberes políticos y administrativos.

## Composición del Gobierno
En la actualidad, el Gobierno ecuatoguineano se compone de la siguiente forma:
| Cargo                                                                                                  | Titular                               |
| --- | ------------------------------------- |
| Presidente de Guinea Ecuatorial                                                                        | Teodoro Obiang                        |
| Vicepresidente de Guinea Ecuatorial                                                                    | Teodoro Nguema Obiang Mangue          |
| Primer ministro de Guinea Ecuatorial                                                                   | Manuel Osa Nsue Nsua                  |
| Primer vice primer ministro, Encargado del Ministerio de Educación, Enseñanza Universitaria y Deportes | Clemente Engonga Nguema Onguene       |
| Segundo vice primer ministro, Encargado de Relaciones con el Parlamento y Asuntos Jurídicos            | Ángel Mesie Mibuy                     |
| Tercer vice primer ministro, Encargado de Derechos Humanos                                             | Alfonso Nsue Mokuy                    |
| Ministro de Estado a la Presidencia de la República, Encargado de Misiones                             | Alejandro Evuna Owono Asangono        |
| Ministro de Estado a la Presidencia de Gobierno Encargado de la Integración Regional                   | Lucas Abaga Nchama                    |
| Ministro de Estado Encargado de la Seguridad Nacional                                                  | Nicolás Obama Nchama                  |
| Ministro de Estado Encargado de Seguridad Exterior                                                     | Juan Antonio Bibang Nchuchuma         |
| Ministro Secretario General de la Presidencia del Gobierno                                             | Ramón Nká Ela Nchama                  |
| Ministro de Asuntos Exteriores y Cooperación Internacional                                             | Simeón Oyono Esono Angue              |
| Ministra de Justicia, Culto e Instituciones Penitenciarias                                             | Sergio Esono Abeso Tomo               |
| Ministro de Defensa Nacional                                                                           | Victoriano Bibang Nsue Okomo          |
| Ministro de Hacienda y Presupuestos                                                                    | Fortunato Ofa Mbo Nchama              |
| Ministro de Planificación y Diversificación Económica                                                  | Gabriel Mbega Obiang                  |
| Ministro de Juventud y Deportes                                                                        | Patricio Bakale Mba                   |
| Ministro de Sanidad y Bienestar Social                                                                 | Mitoha Ondo’o Ayekaba                 |
| Ministro de Obras Públicas, Viviendas y Urbanismo                                                      | Clemente Ferreiro Villarino           |
| Ministro de Trabajo, Fomento de Empleo y Seguridad Social                                              | Alfredo Mitogo Mitogo Ada             |
| Ministro de Agricultura, Ganadería y Desarrollo Rural                                                  | Juan José Ndong Tomo                  |
| Ministra de Pesca y Recursos Hídricos                                                                  | Francisco Medina Catalán              |
| Ministro de Minas e Hidrocarburos                                                                      | Antonio Oburo Ondo                    |
| Ministro de Electricidad y Energías Renovables                                                         | Gervasio Engonga Mba                  |
| Ministro de Información, Prensa y Radio                                                                | Pamela Nse Eworo                      |
| Ministra de Asuntos Sociales e Igualdad de Género                                                      | María Consuelo Nguema Oyana           |
| Ministro de Transportes, Correos y Nuevas Tecnologías de Información y Comunicación                    | Honorato Evita Oma                    |
| Ministro de la Función Pública y Reforma Administrativa                                                | Eucario Bakale Angue                  |
| Ministro de Comercio, Industria y Promoción Empresarial                                                | Benjamín Bakale Nkara                 |
| Ministro de Aviación Civil                                                                             | Norberto-Bartolomé Mensuy Mañe Andeme |
| Ministro de Cultura, Turismo y Promoción Artesanal                                                     | Rufino Ndong Esono Nchama             |
| Ministro del Interior y Corporaciones Locales                                                          | Faustino Ndong Esono Ayang            |

Fuente.